# Enterochromaffine Zelle
Enterochromaffine Zellen (von griechisch έντερον „Darm“, griechisch χρώμα „Farbe“, und lateinisch affinitas „Verwandtschaft“) sind spezialisierte Zellen im Epithelgewebe des Verdauungstrakts. Als sogenannte neuroendokrine Zellen der Darmschleimhaut produzieren sie bestimmte Hormone und Neurotransmitter und setzen diese frei. Ihren Namen verdanken diese stark granulierten Zellen zum einen ihrem Vorkommen im Darm und zum anderen ihrer Fähigkeit, Farbstoffe zu binden und sich dadurch intensiv zu färben.

## Funktion der EC-Zellen
Die enterochromaffinen Zellen (EC-Zellen) im Dünndarm sondern Serotonin ab, das vor allem Einfluss auf die Darmmotilität hat, indem es die Muskelzellen des Darmes aktiviert. Die weitaus größte Menge an Serotonin im menschlichen Körper wird von diesen Zellen produziert.
Für die bei Chemotherapie auftretenden Übelkeit sind die Enterochromaffinen Zellen hauptsächlich verantwortlich. Wirkstoffe wie Ondansetron mindern die übelkeiterregende Wirkung des Serotonins, das bei der Strahlenbehandlung vermehrt freigesetzt wird.
Enterochromaffine Zellen fungieren auch als Sensoren, die durch Nahrungsstoffe im Darm angeregt werden können. Sie sind in der Lage, Aromastoffe in der Nahrung zu detektieren und daraufhin Serotonin freizusetzen. Als Folge regen Aromastoffe über eine Serotoninfreisetzung die Verdauungstätigkeit an.

## Entartung der EC-Zellen
Tumoren der neuroendokrinen Zellen sind typischerweise weiterhin in der Lage, Hormone zu produzieren. Durch die unkontrollierte Übersekretion der Zellhormone kommt es dann zu typischen Krankheitsbildern. Tumoren der EC-Zellen sind eine Form der neuroendokrinen Tumore, auch Karzinoide genannt. Patienten mit einem Karzinoid-Syndrom leiden durch den Überschuss an Serotonin typischerweise u. a. an Durchfällen und anfallsweisen Hautrötungen (Flush). Die Erforschung dieser Krebserkrankung konzentriert sich daher u. a. auf die genaue Funktionsweise und genetische Feinanalyse der genannten Zelltypen. Mediziner und Zellbiologen versprechen sich von den Erkenntnissen neue Ansätze zur Krebsbehandlung und -prävention.

## Enterochromaffin-ähnliche Zellen (Enterochromaffine-like cells, ECL-Zellen)
Die enterochromaffin-ähnlichen Zellen der Magenschleimhaut stimulieren durch Histaminausschüttung die Magensäureproduktion der Salzsäure-sezernierenden Belegzellen des Magens. Diese Zellen produzieren kein Serotonin.